# Peter de Seue
Peter de Seue (født 10. august 1694 på Akershus, død 26. april 1772 på gården Vestby i Rakkestad) var en dansk-norsk officer, far til Werner Nicolai de Seue.

## Baggrund
Han var søn af en fransk adelig huguenot, Nicolas de Seue, som efter af have været regimentschef i Picardiet og direktør for L'école militaire et des beaux arts kom til København, blev kommandant i Trondhjem fra 1676 til 1680 og på Akershus fra 1689 til sin død 19. april 1706. Han blev oberst 1696. De Seue var gift med en frøken von Mechlenburg.
Han blev værkbase ved Ingeniørkorpset 1709, sekondløjtnant ved 1. smålenske infanteriregiment 1710, premierløjtnant 1716 og tjente samme år som søofficer under Tordenskiold ved Marstrand og Dynekilen og deltog som infanteriofficer ved Tønnings belejring og Stralsunds erobring.
1718 blev de Seue kaptajnløjtnant ved 1. smålenske infanteriregiment, kaptajn og chef for Rakkestadske Kompagni 1721, major ved regimentet 1740 og virkelig major 1743 og oberstløjtnant 1752 med anciennitet fra 1749. Hans gård Vestby brændte 1753.
1760-62 var de Seue garnisoneret i København. 1758 blev han oberst med anciennitet fra 1750 og 1761 chef for 2. akershusiske infanteriregiment efter oberst Restorff. 1767 gik han af på ventepenge og fik 1769 afsked og rang af generalmajor.

## Ægteskab
Han blev gift 30. december 1729 på Hafslund med Hellehus født Werenskiold (19. november 1705 på Bragernæs - 17. august 1771 i Rakkestad), datter af Christian de Werenskiold til Borregård og Tråsvig og Christine født von Mechlenburg. Parret havde fire døtre og fire sønner.